# Oxaea brevipalpis
Oxaea brevipalpis är en biart som beskrevs av Ascher, Engel och Griswold 2006. Oxaea brevipalpis ingår i släktet Oxaea och familjen grävbin. Inga underarter finns listade i Catalogue of Life.